# Sinners' Holiday

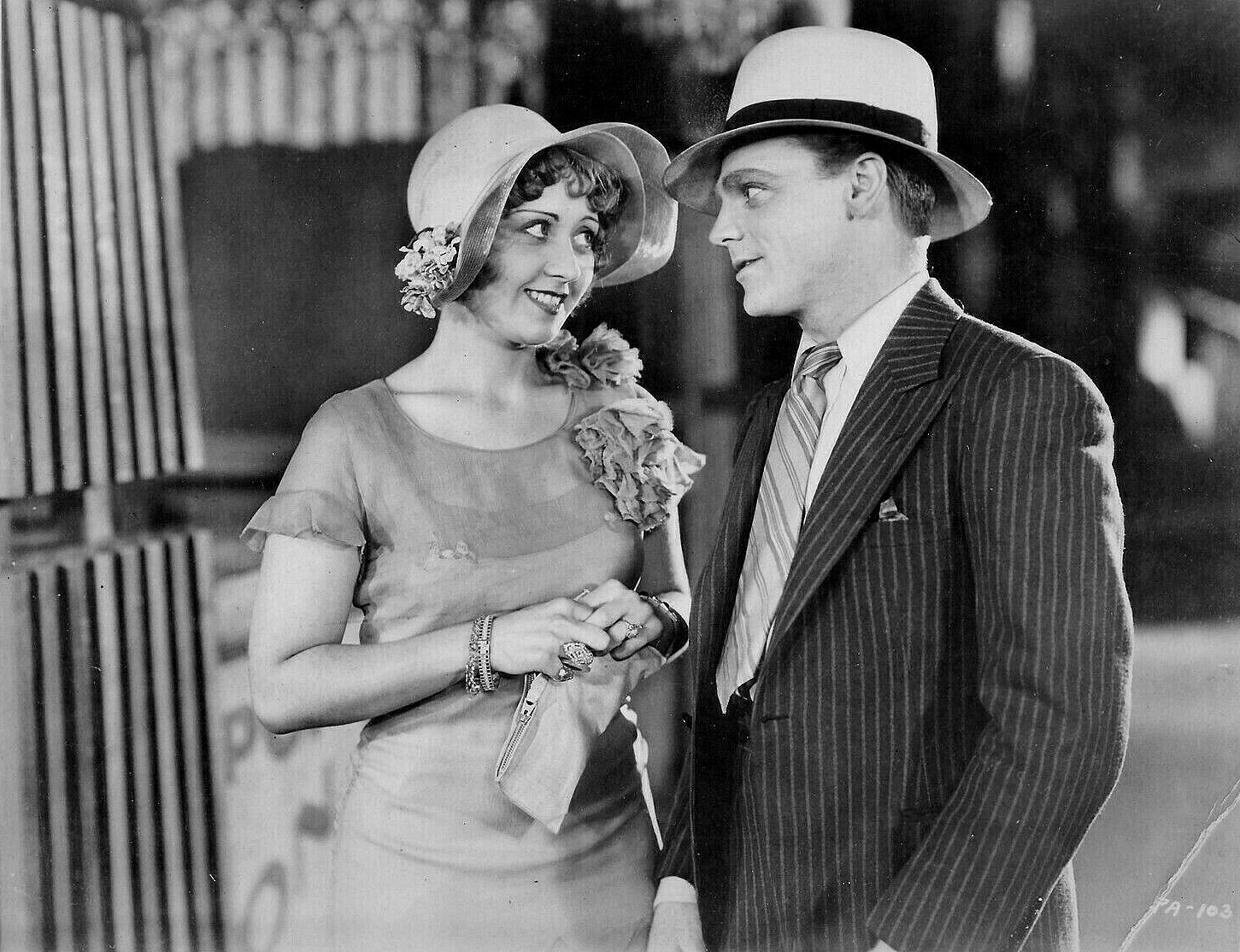
Joan Blondell et James Cagney dans une scène du film.

Sinners' Holiday est un film américain réalisé par John G. Adolfi, sorti en 1930.

## Synopsis
Ma Delano gère une salle de jeux à Coney Island avec ses enfants Jennie, Joe et Harry. L'établissement sert de couverture à Mitch McKane pour des opérations de contrebande. Il se présente en tant qu'opérateur de spectacle.
Angel Harrigan, qui travaille comme aboyeur, est amoureux de Jennie. Lorsque McKane tente de flirter avec Jennie, il se retrouve confronté à Angel.
Harry s'implique secrètement dans l'opération de contrebande de McKane, contre la volonté de sa mère. Lorsque McKane est arrêté par la police pour suspicion de contrebande, Harry prend le contrôle de ses opérations et empoche les bénéfices. McKane est libéré de prison, et découvre la trahison d'Harry. Il rencontre Harry sur une jetée sombre mais Harry lui tire dessus avant qu'il ne puisse agir.
Harry avoue tout à sa mère, mais elle tente de rejeter la faute sur Angel, qu'elle n'aime pas, en plaçant l'arme du crime dans sa mallette. Alors qu'Angel est sur le point d'être emmené par la police, Jennie, qui a été témoin du crime et est amoureuse d'Angel, dit la vérité à la police et son frère Harry avoue le crime, au grand dam de sa mère.

## Fiche technique
- Réalisation : John G. Adolfi
- Scénario : Harvey F. Thew, George Rosener, d'après la pièce de 1930 Penny Arcade de Marie Baumer.
- Photographie : 	Ira H. Morgan
- Montage : James Gibbon
- Genre : Mélodrame[1]
- Distributeur : Warner Bros. Pictures
- Durée : 60 minutes
- Date de sortie : 11 octobre 1930

## Distribution
- Grant Withers : Angel Harrigan
- Evalyn Knapp : Jennie Delano
- James Cagney : Harry Delano
- Lucille La Verne : Ma Delano (as Lucille LaVerne)
- Noel Madison : Buck Rogers
- Otto Hoffman : George
- Warren Hymer : Mitch McKane
- Ray Gallagher : Joe Delano
- Joan Blondell : Myrtle
- Hank Mann : Happy
- Purnell Pratt : Detective Sikes